# Aparna Sen

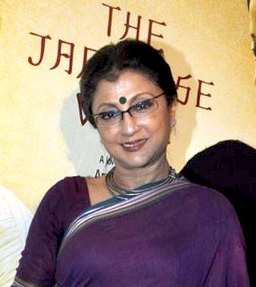
Aparna Sen

Aparna Sen (bengalisch অপর্ণা সেন IAST Aparṇā Sen; * 25. Oktober 1945 in Kolkata) ist eine indische Schauspielerin, Filmregisseurin und Drehbuchautorin.

## Schauspielerin
Aparna Sen wurde als Aparna Dasgupta in eine bengalische Familie geboren. Ihr Vater war der Kritiker und Filmemacher Chidananda Dasgupta. Im Alter von 16 Jahren hatte sie ihr Filmdebüt als Mrinmoyee in Satyajit Rays Film Teen Kanya (Drei Töchter, 1961). 1965 trat sie in Mrinal Sens Akash Kusum auf und von da an arbeitete sie bis zum Ende der 1970er Jahre regelmäßig im bengalischen Film, hatte aber auch einige Auftritte in Hindi-Filmen. Mit Ray und Sen arbeitete sie später noch mehrfach zusammen, darunter in Rays Kurzfilm Pikoo (1980), wo sie die Rolle einer ehebrecherischen Frau und Mutter spielt.
1969 spielte sie in der englischsprachigen Merchant-Ivory-Produktion The Guru; zwei weitere dieser anglo-indischen Gemeinschaftsproduktionen folgten 1970 mit Bombay Talkie sowie 1978.
In Mrinal Sens Ek Din Achanak (1989) und Mahaprithivi (1992), eine Reflexion der Wiedervereinigung Deutschlands, trat sie ebenso auf wie in Rituparno Ghoshs preisgekröntem Film Unishe April (1994) oder ihrem eigenen Film Paromitar Ek Din (2000).

## Regisseurin
1981 debütierte Aparna Sen als Regisseurin mit dem Film Straße des Abschieds (36 Chowringhee Lane), für den sie auch das Drehbuch schrieb. Der Film über eine alternde Englischlehrerin, die drei Jahrzehnte nach der indischen Unabhängigkeit noch immer in Kolkata lebt, brachte ihr neben Kritikerlob auch einen National Film Award für die Beste Regie und den Grand Prix (Golden Eagle) beim Manila International Film Festival ein.
Mit Filmen über die Situation von Frauen im modernen Indien (Paroma (1984), Sati (1989) und Yugant (1995)) machte sie in den 1980er und 90er Jahren regelmäßig auf sich aufmerksam. Ihr Film Paromitar Ek Din aus dem Jahr 2000 wurde wieder ein Erfolg bei Kritikern und auf Filmfestivals.
Mr. and Mrs. Iyer (2002), eine subtile Liebesgeschichte vor dem Hintergrund religiöser Gewalt zwischen Hindus und Moslems, wurde Aparna Sens erfolgreichster Film. Er gewann vier National Film Awards, darunter den für die Beste Hauptdarstellerin für Aparna Sens Tochter Konkona Sen Sharma. Weitere Preise kamen auf Filmfestivals in Locarno, Hawaii und Manila hinzu.
Sens Film 15 Park Avenue (2005) ist eine Geschichte um eine schizophrene Frau (gespielt von Sens Tochter Konkona) und ihre Beziehung zu ihrer älteren Stiefschwester (gespielt von Shabana Azmi).
Der neueste Film ist The Japanese Wife (2010).

## Sonstiges
Aparna Sen ist Herausgeberin des 14-täglich erscheinenden bengalischen Frauenmagazins Sananda.
1986 wurde sie mit dem Padma Shri ausgezeichnet.
Aparna Sen ist derzeit zum dritten Mal verheiratet und hat zwei Töchter aus ihren beiden früheren Ehen. Von ihrer älteren Tochter Kamalini hat sie zwei Enkelkinder.

## Filmografie (Auswahl)
- 2002: Mr. and Mrs. Iyer